# Campionati europei di duathlon
La ETU (European Triathlon Union) organizza i Campionati europei di duathlon (Duathlon European Championships). Si disputano con cadenza annuale..

## Albo d'oro

### Uomini
| Edizione | Anno | Oro                       | Argento                          | Bronzo                 |
| -------- | ---- | ------------------------- | -------------------------------- | ---------------------- |
| I        | 1990 | Mark Koks                 | Michael Holm                     | Olivier Bernhard       |
| II       | 1991 | Mark Koks (2)             | Urs Dellsperger                  | Glenn Cook             |
| III      | 1992 | Spencer Smith             | Steve Burton                     | Urs Dellsperger        |
| IV       | 1993 | Urs Dellsperger           | Ralf Eggert                      | Miloš Fox              |
| V        | 1994 | Urs Dellsperger (2)       | Normann Stadler                  | Tibor Lehmann          |
| VI       | 1995 | Urs Dellsperger (3)       | Péter Kropkó                     | Jürg Denzler           |
| VII      | 1996 | Urs Dellsperger (4)       | Pierre-Alain Frossard            | Rob Barel              |
| VIII     | 1997 | Sylvain Golay             | Armand van der Smissen           | Pierre-Alain Frossard  |
| IX       | 1998 | Jurgen Dereere            | Nicolas Lebrun                   | Alessandro Alessandri  |
| X        | 1999 | Benny Vansteelant         | Fernando Gómez                   | Yann Millon            |
| XI       | 2000 | non disputato             | non disputato                    | non disputato          |
| XII      | 2001 | Benny Vansteelant (2)     | Jurgen Dereere                   | Corrado Armuzzi        |
| XIII     | 2002 | Benny Vansteelant (3)     | Marcus Forster                   | Lino Barruncho         |
| XIV      | 2003 | Benny Vansteelant (4)     | Anthony Le Duey                  | Javier García          |
| XV       | 2004 | Jurgen Dereere (2)        | Armand van der Smissen           | Tim Don                |
| XVI      | 2005 | Jurgen Dereere (3)        | Filip Ospalý                     | Armand van der Smissen |
| XVII     | 2006 | Filip Ospalý              | Lino Barruncho                   | Benjamin Grenetier     |
| XVII     | 2007 | Benny Vansteelant (5)     | Rob Woestenborghs                | Tom Lowe               |
| XIX      | 2008 | Jurgen Dereere (4)        | Sergio Silva                     | Yohann Vincent         |
| XX       | 2009 | Andreas Sutz              | Laurent Galinier                 | Sergey Yakovlev        |
| XXI      | 2010 | Sergey Yakovlev           | Victor Manuel Del Corral Morales | Ronnie Schildknecht    |
| XXII     | 2011 | Nicolas Benoit            | Victor Manuel Del Corral Morales | Raphael Baugh          |
| XXIII    | 2012 | Joerie Vansteelant        | Anthony Le Duey                  | Pieter Rijnders        |
| XXIV     | 2013 | Bart Aernouts             | Rob Woestenborghs                | Andreas Sutz           |
| XXV      | 2014 | Rob Woestenborghs         | Benoit Nicolas                   | Philip Wylie           |
| XXVI     | 2015 | Benoit Nicolas            | Emilio Martin                    | Philip Wylie           |
| XXVII    | 2016 | Jorik Van Egdom           | Benoit Nicolas                   | Yohan Le Berre         |
| XXVIII   | 2017 | Emilio Martin             | Benoit Nicolas                   | Yohan Le Berre         |
| XXIX     | 2018 | Yohan Le Berre            | Benjamin Choquert                | Emilio Martin          |
| XXX      | 2019 | Benjamin Choquert         | Emilio Martin                    | Angelo Vandecasteele   |
| XXXI     | 2020 | Benjamin Choquert (2)     | Tyler Mislawchuk                 | Krilan Le Bihan        |
| XXXII    | 2021 | Benjamin Choquert (3)     | Genis Grau                       | Arnaud Dely            |
| XXXIII   | 2022 | Maxime Hueber-Moosbrugger | Benjamin Choquert                | Arnaud Dely            |
| XXXIV    | 2023 | Benjamin Choquert (4)     | Arnaud Dely                      | Mario Mola             |
| XXXV     | 2024 | Arnaud Dely               | Javier Martin Morales            | Benjamin Choquert      |
| XXXVI    | 2025 | Emile Blondel Hermant     | Davide Menichelli                | Benjamin Choquert      |

### Donne
| Edizione | Anno | Oro                        | Argento                   | Bronzo                     |
| -------- | ---- | -------------------------- | ------------------------- | -------------------------- |
| I        | 1990 | Thea Sybesma               | Dolorita Gerber           | Simone Mortier             |
| II       | 1991 | Thea Sybesma (2)           | Sarah Coope               | Melissa Watson             |
| III      | 1992 | Thea Sybesma (3)           | Simone Mortier            | Katinka Wiltenburg         |
| IV       | 1993 | Irma Heeren                | Natascha Badmann          | Melissa Watson             |
| V        | 1994 | Dolorita Gerber            | Irma Heeren               | Melissa Watson             |
| VI       | 1995 | Dolorita Gerber (2)        | Natascha Badmann          | Susanne Nedergaard         |
| VII      | 1996 | Irma Heeren (2)            | Natascha Badmann          | Kerstin Rudolph            |
| VIII     | 1997 | Dolorita Gerber (3)        | Kerstin Rudolph           | Maribel Blanco             |
| IX       | 1998 | Alena Peterková            | Fiona Lothian             | Dolorita Fuchs-Gerber      |
| X        | 1999 | Irma Heeren (3)            | Alena Peterková           | Dolorita Fuchs-Gerber      |
| XI       | 2000 | non disputato              | non disputato             | non disputato              |
| XII      | 2001 | Irma Heeren (4)            | Christiane Söder          | Erika Csomor               |
| XIII     | 2002 | Erika Csomor               | Vicky Pincombe            | Edwige Pitel               |
| XIV      | 2003 | Edwige Pitel               | Arianna Morosin           | Laura Giordano             |
| XV       | 2004 | Ana Burgos                 | Vendula Frintová          | Helen Lawrence             |
| XVI      | 2005 | Vendula Frintová           | Ana Burgos                | Erika Csomor               |
| XVII     | 2006 | Vanessa Fernandes          | Ana Burgos                | Vendula Frintová           |
| XVII     | 2007 | Catriona Morrison          | Radka Vodickova           | Alexandra Louison          |
| XIX      | 2008 | Radka Vodickova            | Alexandra Louison         | Deniz Dimaki               |
| XX       | 2009 | Catriona Morrison (2)      | Agnieszka Jerzyk          | Kaisa Lehtonen             |
| XXI      | 2010 | Ruth Van der Meijden       | Katie Hewison             | Katrina Grimmett           |
| XXII     | 2011 | Sandra Levenez             | Ruth Van der Meijden      | Sabrina Godard             |
| XXIII    | 2012 | Lucy Gossage               | Eva Nyström               | Susanne Svendsen           |
| XXIV     | 2013 | Lucy Gossage (2)           | Eva Nyström               | Jenny Schulz               |
| XXV      | 2014 | Katie Hewison              | Andrea Mayr               | Sandra Levenez             |
| XXVI     | 2015 | Sandra Levenez (2)         | Sara Dossena              | India Lee                  |
| XXVII    | 2016 | Giorgia Priarone           | Lisa Sieburger            | Sandra Levenez             |
| XXVIII   | 2017 | Sandra Levenez (3)         | Margarita Garcia Cañellas | Lucie Picard               |
| XXIX     | 2018 | Sandra Levenez (4)         | Sandrina Illes            | Irene Loizate Sarrionandia |
| XXX      | 2019 | Irene Loizate Sarrionandia | Sandrina Illes            | Sonia Bejarano             |
| XXXI     | 2020 | Lisa Perterer              | Beth Potter               | Jocelyn Daniely Brea Abreu |
| XXXII    | 2021 | Audrey Merle               | Marion Legrand            | Ann Schoot Uiterkamp       |
| XXXIII   | 2022 | Giorgia Priarone (2)       | Marion Legrand            | Ann Schoot Uiterkamp       |
| XXXIV    | 2023 | Marion Legrand             | Maurine Ricour            | Giorgia Priarone           |
| XXXV     | 2024 | Marion Legrand (2)         | Jeanne Dupont             | María Varo Zubiri          |
| XXXVI    | 2025 | María Varo Zubiri          | Noemi Bogiatto            | Alice Bagarello            |

## Medagliere
| Pos. | Paese       | Oro | Argento | Bronzo |    |
| ---- | ----------- | --- | ------- | ------ | -- |
| 1    | Francia     | 16  | 12      | 14     | 42 |
| 2    | Belgio      | 13  | 6       | 5      | 24 |
| 3    | Paesi Bassi | 11  | 4       | 4      | 19 |
| 4    | Svizzera    | 9   | 6       | 8      | 23 |
| 5    | Regno Unito | 6   | 6       | 11     | 23 |
| 6    | Rep. Ceca   | 4   | 4       | 2      | 10 |
| 7    | Spagna      | 3   | 10      | 8      | 21 |
| 8    | Italia      | 2   | 4       | 5      | 10 |
| 9    | Austria     | 1   | 3       | 0      | 4  |
| 10   | Portogallo  | 1   | 2       | 1      | 4  |
| 11   | Ungheria    | 1   | 1       | 3      | 5  |
| 12   | Russia      | 1   | 0       | 1      | 2  |
| 13   | Germania    | 0   | 7       | 3      | 10 |
| 14   | Svezia      | 0   | 2       | 0      | 2  |
| 15   | Danimarca   | 0   | 1       | 2      | 3  |
| 16   | Polonia     | 0   | 1       | 0      | 1  |
| 16   | Canada      | 0   | 1       | 0      | 1  |
| 17   | Finlandia   | 0   | 0       | 1      | 1  |
| 17   | Grecia      | 0   | 0       | 1      | 1  |

## Edizioni
| Ed.    | Anno | Sede             | Nazione     |
| ------ | ---- | ---------------- | ----------- |
| I      | 1990 | Zofingen         | Svizzera    |
| II     | 1991 | Birmingham       | Regno Unito |
| III    | 1992 | Madrid           | Spagna      |
| IV     | 1993 | Königslutter     | Germania    |
| V      | 1994 | Vuokatti         | Finlandia   |
| VI     | 1995 | Veszprém         | Ungheria    |
| VII    | 1996 | Mafra            | Portogallo  |
| VIII   | 1997 | Glogów           | Polonia     |
| IX     | 1998 | Puławy           | Polonia     |
| X      | 1999 | Blumau           | Austria     |
| XI     | 2000 | Bath             | Regno Unito |
| XII    | 2001 | Mafra            | Portogallo  |
| XIII   | 2002 | Zeitz            | Germania    |
| XIV    | 2003 | Varallo          | Italia      |
| XV     | 2004 | Swansea          | Regno Unito |
| XVI    | 2005 | Debrecen         | Ungheria    |
| XVII   | 2006 | Rimini           | Italia      |
| XVIII  | 2007 | Edimburgo        | Regno Unito |
| XIX    | 2008 | Serres (Grecia)  | Grecia      |
| XX     | 2009 | Budapest         | Ungheria    |
| XXI    | 2010 | Nancy            | Francia     |
| XXI    | 2011 | Limerick         | Irlanda     |
| XXIII  | 2012 | Horst - Limburgo | Paesi Bassi |
| XXIV   | 2013 | Horst - Limburgo | Paesi Bassi |
| XXV    | 2014 | Weyer            | Austria     |
| XXVI   | 2015 | Alcobendas       | Spagna      |
| XXVII  | 2016 | Kalkar           | Germania    |
| XXVIII | 2017 | Soria            | Spagna      |
| XXIX   | 2018 | Ibiza            | Spagna      |
| XXX    | 2019 | Târgu Mureș      | Romania     |
| XXXI   | 2020 | Punta Umbría     | Spagna      |
| XXXII  | 2021 | Târgu Mureș      | Romania     |
| XXXIII | 2022 | Bilbao           | Spagna      |
| XXXIII | 2023 | Caorle           | Italia      |
| XXXIV  | 2024 | Coimbra          | Portogallo  |
| XXXV   | 2025 | Rumia            | Polonia     |